# Дјевал
Дјевал (фр. Diéval) насеље је и општина у североисточној Француској у региону Север-Па д Кале, у департману Па де Кале која припада префектури Арас.
По подацима из 2011. године у општини је живело 779 становника, а густина насељености је износила 64,92 становника/km². Општина се простире на површини од 12 km². Налази се на средњој надморској висини од 140 метара (максималној 184 m, а минималној 93 m).

## Демографија
| 1962. | 1968. | 1975. | 1982. | 1990. | 1999. | 2011. |
| ----- | ----- | ----- | ----- | ----- | ----- | ----- |
| 651   | 699   | 678   | 656   | 653   | 665   | 779   |

График промене броја становника у току последњих година